# 杜尔当站
杜尔当站是法国的一个铁路车站，位于法国中北部城市杜尔当。该站位于法兰西岛大区境内，属于第五收费区（Zone 5）。

## 位置
杜尔当站位于杜尔当市区的北部，布雷蒂尼－舒瓦西耶河畔拉芒布罗勒铁路55.542公里点处。车站大致呈东西走向，开口朝南。车站正门西侧有一处人行天桥，可连接车站北侧。

## 站台设置
| 北↑  |             |           |             |
| 2B道 |             | 始发/终到 | 塞迈斯方向→ |
|      | 岛式        |           |             |
| 2A道 |             |           | 巴黎方向→   |
| 1道  |             |           | ←欧诺方向   |
|      | 侧式 主站房 |           |             |
| 南↓  |             |           |             |

## 停靠线路
以下列车线路在杜尔当站停靠：
| 杜尔当站列车线路表 |      |        |        |              |
| 线路               | 车种 | 上一站 | 下一站 | 大致运行频率 |
| 巴黎—沙托丹/旺多姆 | TER  | 巴黎   | 欧诺   | 每天6趟左右  |
| 1.                 |      |        |        |              |

| 杜尔当站列车线路表（区域线路）             |        |           |                      |                      |
| 起点                                       | 上一站 | 线路      | 下一站               | 终点                 |
| 蒙蒂尼-博尚 伊夫林地区圣康坦 沙维尔 荣军院 | 塞迈斯 | [T] · (C) | （终点） 杜尔当-森林 | （终点） 杜尔当-森林 |

## 配套交通

### 长途客车
| 停靠杜尔当站的大巴车 |                                 | |
| 上下车地点           | 运营单位                        | 主要线路及目的地 |
| 杜尔当站门口         | 奥尔蒙客运 Ormont Transport     | - 306.04线：里沙维尔、普莱西圣伯努瓦、欧通拉普莱讷、圣埃斯科比耶、梅罗贝尔、沙卢-穆利讷                                                                                          |
| 杜尔当站门口         | 埃松省城际客运 Albatrans        | - 91.02线：隆维利耶、布里苏福尔日、莱叙利斯、奥赛 - 91.03线：隆维利耶、布里苏福尔日、莱叙利斯、奥赛、城铁马西-帕莱索站 - 91.07线：拉福雷勒鲁瓦、莱格朗日勒鲁瓦、埃唐普（火车站） |
| 杜尔当站门口         | 厄尔-卢瓦省城际客运 Transbeauce | - 86线：博斯地区加朗西耶尔、桑维尔、瓦松维尔 |
| 杜尔当站门口         | 朗布伊埃交通发展集团            | - 10线：隆维利耶、伊夫林地区罗什福尔、伊夫林地区圣阿尔努、松尚、朗布依埃 - 29线：伊夫林地区罗什福尔、博内勒、比利永                                                              |
| 杜尔当站门口         | SNCF Car TER                    | - 当"巴黎—奥尔良"一线的铁路施工时，SNCF会提供由杜尔当开往奥尔良方向的大巴车 - 当附近铁路线施工或罢工时，SNCF可能会提供途径该线路沿途站点的大巴车                                 |
| 1. 2. 3. 4.          |                                 | |

### 市内交通
| 杜尔当站附近的市内公共交通线路 |              | |
| 公交车站名称                   | 位置         | 停靠线路 |
| Gare SNCF 杜尔当-火车站        | 杜尔当站门口 | - 03线：杜尔当-火车站 ↔ 伊夫林地区圣阿尔努-工业区 - 18线：杜尔当-火车站 ↔ 阿布利-尚帕尔 - 22线：杜尔当-火车站 ↔ 科尔布勒斯-教堂 - 61线：杜尔当-火车站 ↔ 杜尔当-沃贝纳尔工业区 - 62线：杜尔当-火车站 ↔ 利穆尔-纪念碑 - 63线：杜尔当-火车站 ↔ 利穆尔-纪念碑 |
| 1. 2. 3.                       |              | |

### 社会车辆
杜尔当站门口设有社会免费车辆停车场，大约有300个停车位。

## 临近车站
| 杜尔当站（Gare de Dourdan）    |                                      |                     |
| 上行车站                       | 线路                                 | 下行车站            |
| 塞迈斯站 4.4km ←               | 布雷蒂尼－舒瓦西耶河畔拉芒布罗勒铁路 | 杜尔当-森林站 → 1km |
| - 本表仅显示运营中的线路及车站 |                                      |                     |